# 竜ヶ馬場
竜ヶ馬場（りゅうがばんば）は、丹沢山地の丹沢主脈にある標高1,504 mの山である。神奈川県愛甲郡清川村と足柄上郡山北町との境界線上に位置し、丹沢大山国定公園に属す。
丹沢山から塔ノ岳にかけての登山道の途中にある小ピークで、付近は笹原が広がっている。東側は木立がないため展望がよく、大山や関東平野が望める。

## 周辺の山
- 丹沢山 (1,567 m)
- 日高 (1,461 m)
- 塔ノ岳 (1,491 m)

## 関連画像

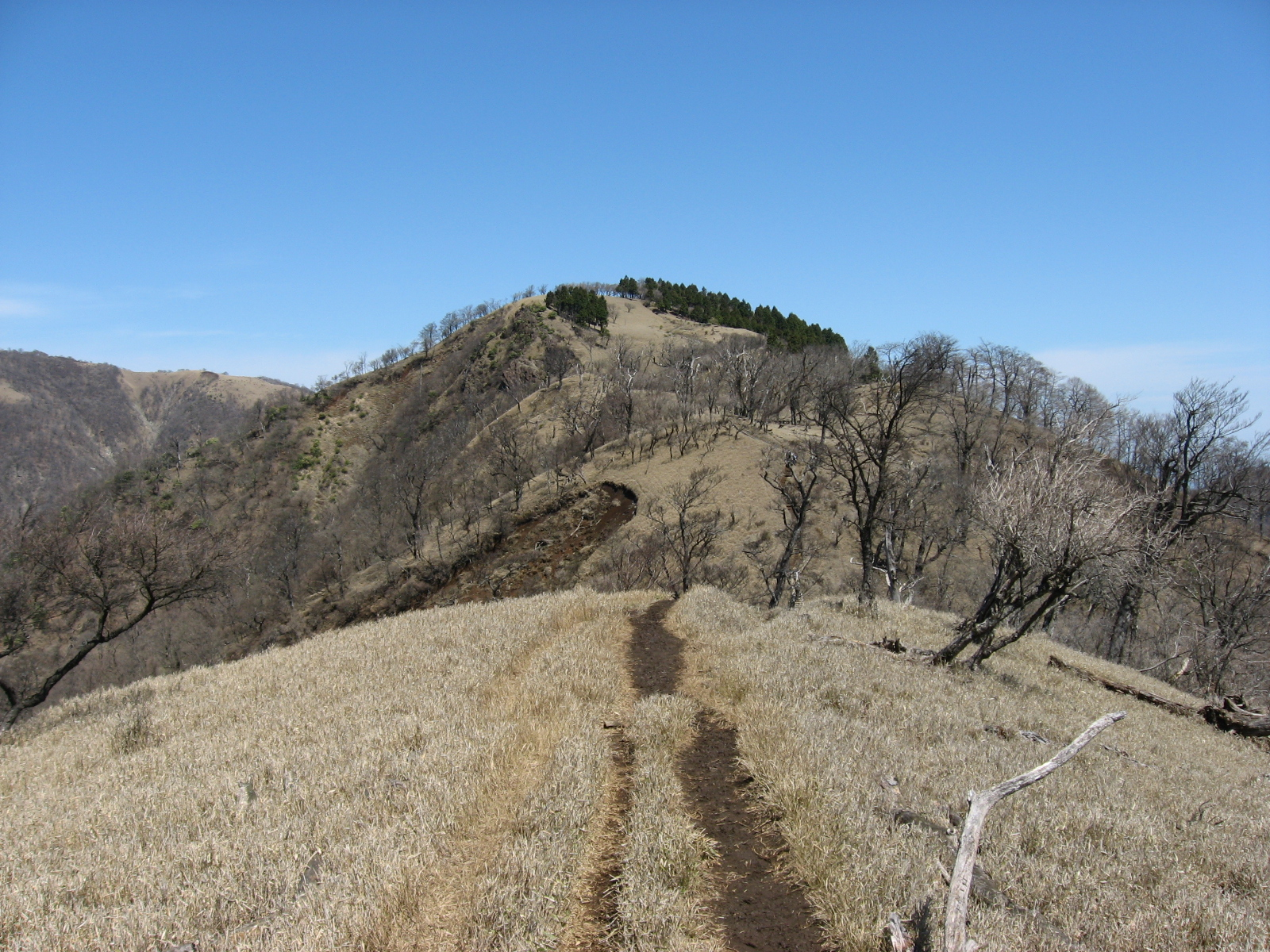
南側から見た竜ヶ馬場
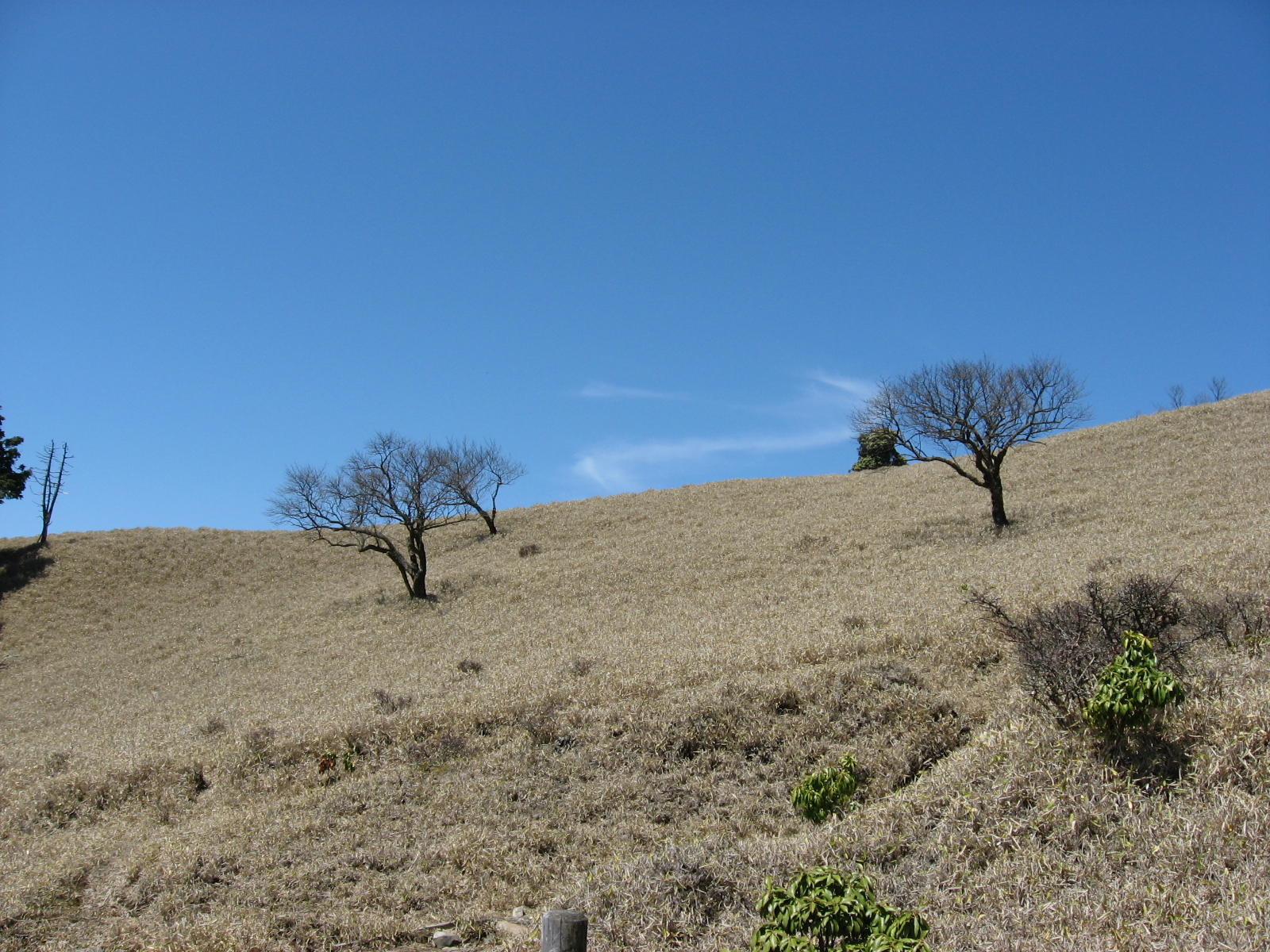
竜ヶ馬場付近の笹原

## 竜ヶ馬場からの眺望
ウィキメディア・コモンズには、竜ヶ馬場に関するカテゴリがあります。